# 重整化群
在理论物理中，重整化群（renormalization group，简称RG）是一个在不同长度标度下考察物理系统变化的数学工具。
标度上的变化称为“标度变换”。重整化群与“标度不变性”和“共形不变性”的关系较为紧密。共形不变性包含了标度变换，它们都与自相似有关。在重整化理论中，系统在某一个标度上自相似于一个更小的标度，但描述它们组成的参量值不相同。系统的组成可以是原子，基本粒子，自旋等。系统的变量是以系统组成之间的相互作用来描述。

## 方程
基本想法就是耦合常数依赖长度缩放或能量标度，重整化群帮助陈述耦合数量和能量标度的关系。默里·盖尔曼和Francis E. Low于1954年提出了下面量子电动力学的重整化群方程：
g(μ) = G−1( (μ/M)d G(g(M)) ) ,
g(κ) = G−1(  (κ/μ)d G(g(μ)) ) = G−1( (κ/M)d G(g(M)) )
费恩曼、朱利安·施温格、朝永振一郎在1965年赢了物理学的诺贝尔奖，因为他们都把重整化以及正規化等想法应用于量子电动力学。
利奥·卡达诺夫在1966年推出块自旋的概念来解释重整化。
然后肯尼斯·威爾森使用重整化群解决近藤问题， 以及描述临界现象和第二相變。 他1982年赢了诺贝尔奖。

## 块自旋
这一节介绍重整化群的一个简单图像：块自旋重整化群。这是由利奥·卡达诺夫在1966年推导出来的。
首先考虑一个固体，如图所示，原子以二维正方形形式排列。假设每一个原子只与它最邻近的原子有相互作用，且这一系统的温度为{\displaystyle T}，相互作用的强度使用耦合常数{\displaystyle J}来描述。这一物理系统可以用一个特定的式子来表达，记为{\displaystyle H(T,J)}。
现在，我们把这个系统分为有着{\displaystyle 2\times 2}个方块的块区，进而用块变量来描述这个系统，这些变量可以是块内变量的平均数。我们假设这些块变量可以用相同的方程来描述，只不过参数{\displaystyle T}和{\displaystyle J}不同（事实上这一假设当然并不成立，但在实际应用中这一近似已足够好）。
原本这个系统内有较多的原子，现在，在问题重整化后，只有四分之一个原子需要求解。按照上面的方法再迭代一次后得到{\displaystyle H(T'',J'')}，这次只需要计算最初的十六分之一个原子。当然，最好是能够迭代直到只剩下一个最大的块区。一般来说，当迭代很多次后，重整化群变换将趋向于一个不动点上的数。
现在考虑一个具体的例子：铁磁-顺磁相变中的伊辛模型。在这个模型里，耦合常数{\displaystyle J}代表邻近电子自旋平行时候的相互作用力。这一模型中有三个不动点：
1. {\displaystyle T=0}和{\displaystyle J\to \infty }。从宏观上来看，温度对系统的影响变得可以忽略不计。这时系统处于铁磁相。
2. {\displaystyle T\to \infty }和{\displaystyle J\to 0}。与第1种情形正好相反，温度对系统的影响占据了主导，系统在宏观上变得无序。
3. {\displaystyle T=T_{c}}且{\displaystyle J=J_{c}}。在这一特定的状态上，改变系统的标度不改变系统的物理性质，因为系统处于分形态上。这对应居里相变，这个点称为临界点。

## 基本理论
假设有一个可以用状态变量{\displaystyle \{s_{i}\}}和一组耦合常数{\displaystyle \{J_{k}\}}表示的函数{\displaystyle Z}。这个函数必须能够用来描述整个物理系统，比如某个配分函数、作用量、哈密顿量等等。
现在我们考虑状态变量上的块变换{\displaystyle \{s_{i}\}\to \{{\tilde {s}}_{i}\}}，{\displaystyle {\tilde {s}}_{i}}所包含的数目必须小于{\displaystyle s_{i}}。接下来我们可以把函数{\displaystyle Z}只用{\displaystyle {\tilde {s}}_{i}}来表示。如果{\displaystyle \{J_{k}\}\to \{{\tilde {J}}_{k}\}}也是可以实现的，那么就说这个物理系统是可重整化的。
最基本的物理理论都是可以重整化的，比如量子电动力学，量子色动力学，电弱相互作用等，但是引力是无法重整化的。此外，凝聚态物理中的大部分理论也是可以被重整化的，比如超导，超流。
变量的变换可以由一个β函数实现：{\displaystyle \{{\tilde {J}}_{k}\}=\beta (\{J_{k}\})}。这一函数可以在{\displaystyle J}空间上导出流图。系统的宏观状态由流图上的不动点给出。
由于重整化群变换是有损的，这一变换不可逆，所以这一变换实际上是数学上的半群。

## 举例计算
参见Phi fourth theory（四次交互论； {\displaystyle \phi ^{4}}论）。欧几里得空间的拉氏量是
配分函数或泛函积分是：
通过重正化以及正规化 {\displaystyle \Lambda }：

{\displaystyle [D\phi ]_{\Lambda }=\prod _{|p|<\Lambda }d\phi (p)}
若 {\displaystyle 0<b<1}：
所以
介绍 {\displaystyle \phi {\hat {\phi }}} ：
所以新的拉氏量是{\displaystyle {\mathcal {L}}_{\textrm {eff}}(\phi )}以及
{\displaystyle {\mathcal {L}}_{\textrm {eff}}(\phi )} 不同于{\displaystyle {\mathcal {L}}(\phi )}，因为{\displaystyle \lambda ,\phi } 改变了。 上面的 Z 陈述一个effective field theory。若 {\displaystyle x'=bx,p'={p \over b},|p|<\Lambda }.
假设
所以
耦合常數的变量为 {\displaystyle \Delta m^{2},\Delta Z,\Delta \lambda }。耦合常數的演进是动力系统的临界点：

### 三种耦合
- 无关耦合（irrelevant）：耦合减少了
- 相关耦合（relevant）：耦合增加了
- 边缘耦合（marginal）：耦合不变

若 {\displaystyle d=4}，因为{\displaystyle b<1}所以B和C是无关的，m是相关的，并且{\displaystyle \lambda }是边缘的。
而且{\displaystyle \phi ^{4}}论是可重整化的。

## 动力系统的重整化
米切爾·費根鮑姆使用重整化群计算費根鮑姆常数，而且将重整化应用于分岔理論。
阿图尔·阿维拉（巴西数学家）也将重整化群应用于动力系统、費根鮑姆常數等
其他应用包括：
- 混沌理论
- 湍流
- 分形
- 随机微分方程、Kardar–Parisi–Zhang equation[14]、参见马丁·海雷尔的研究[15][16]
- 渗流理论

等

## 扩展阅读

### 入门教程与历史回顾
- S. R. White (1992): Density matrix formulation for quantum renormalization groups, Phys. Rev. Lett. 69, 2863. 有人说这是最成功的variational RG办法
- N. Goldenfeld (1993): Lectures on phase transitions and the renormalization group. Addison-Wesley.
- D. V. Shirkov (1999): Evolution of the Bogoliubov Renormalization Group.  arXiv.org:hep-th/9909024 （页面存档备份，存于）. A mathematical introduction and historical overview with a stress on group theory and the application in high-energy physics.
- B. Delamotte (2004):  A hint of renormalization. American Journal of Physics, Vol. 72, No. 2, pp. 170\u2013184, February 2004 （页面存档备份，存于）. A pedestrian introduction to renormalization and the renormalization group.  For nonsubscribers see arXiv.org:hep-th/0212049 （页面存档备份，存于）
- H.J. Maris, L.P. Kadanoff (1978): Teaching the renormalization group.  American Journal of Physics, June 1978, Volume 46, Issue 6, pp. 652-657 （页面存档备份，存于）.  A pedestrian introduction to the renormalization group as applied in condensed matter physics.
- K. Huang 黃克孫 (2013): A Critical History of Renormalization. arXiv:1310.5533 （页面存档备份，存于）
- Shirkov, D. V. . CERN Courier. 2001-08-31  [2008-11-12]. （原始内容存档于2008-12-03）.

### 相关著作
- T. D. Lee 李政道; Particle physics and introduction to field theory, Harwood academic publishers, 1981, [ISBN 3-7186-0033-1]. 是总结
- L. Ts. Adzhemyan, N.V.Antonov and A. N. Vasiliev; The Field Theoretic Renormalization Group in Fully Developed Turbulence; Gordon and Breach, 1999. [ISBN 90-5699-145-0].
- Vasil'ev, A. N.; The field theoretic renormalization group in critical behavior theory and stochastic dynamics; Chapman & Hall/CRC, 2004. [ISBN 9780415310024] (Self-contained treatment of renormalization group applications with complete computations);
- Zinn-Justin, Jean; Quantum field theory and critical phenomena, Oxford, Clarendon Press (2002), ISBN 0-19-850923-5 (a very thorough presentation of both topics);
- The same author: Renormalization and renormalization group: From the discovery of UV divergences to the concept of effective field theories, in: de Witt-Morette C., Zuber J.-B. (eds), Proceedings of the NATO ASI on Quantum Field Theory: Perspective and Prospective, June 15–26, 1998, Les Houches, France, Kluwer Academic Publishers, NATO ASI Series C 530, 375-388 (1999)  [ISBN ]. Full text available in PostScript （页面存档备份，存于）.
- Kleinert, H. and Schulte Frohlinde, V; Critical Properties of φ4-Theories, World Scientific (Singapore, 2001);  Paperback ISBN 981-02-4658-7. Full text available in PDF （页面存档备份，存于）.